# Taharana aproboscidea
Taharana aproboscidea är en insektsart som beskrevs av Zhang 1990. Taharana aproboscidea ingår i släktet Taharana och familjen dvärgstritar. Inga underarter finns listade i Catalogue of Life.